# Медведенко Станіслав Юрійович
Станіслав Юрійович Медведенко (нар. 4 квітня 1979, Карапиші, Миронівський район, Київська область) — український баскетболіст. Більшу частину кар'єри провів у Національній баскетбольній асоціації, де виступав за клуби «Лос-Анджелес Лейкерс» і «Атланта Гокс». Грав на позиції важкого форварда. 

## Кар'єра в НБА
Медведенко переїхав до США 2000 року. Він був відомий своїм технічним кидком та вмінням атакувати. Але на початку американської кар'єри він також був відомий слабким захистом та недостатньою працездатністю на паркеті.
2003—2004 став його найкращим сезоном в НБА., коли він замінював на майданчику травмованого Карла Мелоуна і починав більшість матчів у старті. Його статистика покращилась вдвічі і він перестав виглядати обузою для команди в очах фанатів.
2004 року отримав пропозицію чотирирічного контракту із зарплатою 4 мільйони за сезон від «Даллас Маверікс», але вирішив залишитися в «Лос-Анджелес Лейкерс».
Травма вибила його з періоду підготовки до сезону 2004—2005 і він вилетів з основної обойми гравців, так і не зумівши довести свою профпридатність новому тренеру Руді Томйановичу. З поверненням до команди Філа Джексона з'явилась надія, що роль Медведенка у команді зросте через його досвід гри. Проте через міжхребцеву грижу і необхідність хірургічного втручання він пропустив майже весь 2006 сезон. Від послуг Станіслава «Лейкерс» відмовились у 2006 році для чистки складу і зарплатної відомості, щоб підписати захисника Джима Джексона.
Натомість Медведнко уклав угоду з Атлантою Гокс 28 грудня 2006 року із зарплатнею 600 тисяч доларів до кінця сезону.

## Статистика у НБА
| † | Позначає сезони, в яких Медведенко виграв чемпіонат НБА |

### Регулярний сезон
| Сезон    | Команда       | GP  | GS | MPG  | FG%  | 3P%   | FT%  | RPG | APG | SPG | BPG | PPG |
| -------- | ------------- | --- | -- | ---- | ---- | ----- | ---- | --- | --- | --- | --- | --- |
| 2000–01† | Л. А. Лейкерс | 7   | 0  | 5.6  | .480 | 1.000 | .583 | 1.3 | .3  | .1  | .1  | 4.6 |
| 2001–02† | Л. А. Лейкерс | 71  | 6  | 10.3 | .477 | .000  | .661 | 2.2 | .6  | .4  | .2  | 4.7 |
| 2002–03  | Л. А. Лейкерс | 58  | 10 | 10.7 | .434 | .000  | .721 | 2.4 | .3  | .2  | .1  | 4.4 |
| 2003–04  | Л. А. Лейкерс | 68  | 38 | 21.2 | .441 | .000  | .767 | 5.0 | .8  | .6  | .3  | 8.3 |
| 2004–05  | Л. А. Лейкерс | 43  | 4  | 9.8  | .455 | .000  | .821 | 1.8 | .3  | .2  | .0  | 3.8 |
| 2005–06  | Л. А. Лейкерс | 2   | 0  | 3.0  | .500 | .000  | .000 | .0  | .5  | .0  | .0  | 1.0 |
| 2006–07  | Л. А. Лейкерс | 14  | 0  | 5.8  | .414 | .500  | .850 | 1.0 | .1  | .0  | .1  | 3.0 |
| Кар'єра  | Кар'єра       | 263 | 58 | 12.7 | .450 | .154  | .740 | 2.8 | .5  | .3  | .2  | 5.3 |

### Плей-офф
| Сезон   | Команда       | GP | GS | MPG  | FG%  | 3P%  | FT%  | RPG | APG | SPG | BPG | PPG |
| ------- | ------------- | -- | -- | ---- | ---- | ---- | ---- | --- | --- | --- | --- | --- |
| 2002†   | Л. А. Лейкерс | 7  | 0  | 3.0  | .600 | .000 | .000 | .6  | .0  | .0  | .0  | .9  |
| 2003    | Л. А. Лейкерс | 9  | 0  | 8.1  | .556 | .000 | .667 | 2.0 | .1  | .1  | .1  | 3.8 |
| 2004    | Л. А. Лейкерс | 21 | 1  | 11.3 | .440 | .000 | .810 | 2.5 | .5  | .2  | .2  | 4.0 |
| Кар'єра | Кар'єра       | 37 | 1  | 8.9  | .477 | .000 | .778 | 2.0 | .3  | .1  | .1  | 3.3 |

## Тренерська діяльність
Після кар'єри гравця Медведенко повернувся до України, де активно займався громадською діяльністю, відкриваючи нові баскетбольні майданчики. А також спробував себе в ролі тренера. Першим його досвідом була дублююча команда Будівельника після, якого він очолив кадетську збірну України U16 і U17.
У 2012 році він став помічником Майка Фрателло у національній збірній України, з яким пропрацював два роки.

## Політична діяльність
21 червня 2019 року Центральна Виборча Комісія зареєструвала Станіслава Медведенко кандидатом в депутати  Верховної Ради України на позачергових виборах 21 липня 2019 року, як самовисуванець, по округ № 214 Дніпровського району міста Києва. Тут він живе і займається громадською діяльністю останні 5 років у складі ГО «Микільська Слобідка».

## Сім'я
Дружина Медведенко Олена. Має трьох дітей

## Досягнення
- Чемпіон НБА (2): 2001, 2002